# M10 (parti politique)
M10 (stylisé en M10, « M puissance 10 ») est un parti politique roumain. Fondé par l'ancienne ministre de la Justice et militante anticorruption Monica Macovei, il est enregistré le 3 juin 2015.

## Présentation
Le parti se présente comme « attaché aux valeurs de droite, judéo-chrétiennes, au capitalisme, à la liberté individuelle ».
En octobre 2015, le parti demande à adhérer à l'Alliance des conservateurs et réformistes européens.
Monica Macovei, fondatrice du parti, le quitte en novembre 2018.
Le 15 novembre 2018, M10, avec deux autres partis politiques, l'Union Démocratique Chrétienne de Roumanie (Uniunea Creştin Democrată din România, UCDR), le parti Force Moldavie (Partidul Forţa Moldova) et les plateformes politiques Alternative droite (Alternativa Dreaptă) et Alliance conservatrice (Aliança Conservatoare) forment l'alliance électorale Alternative droite (Alternativa Dreaptă, AD), qui vise à rassembler la droite « conservatrice, démocrate-chrétienne et libérale » roumaine. Le 9 août 2019, le Tribunal de Bucarest officialise la mise en place d'Alternative droite.